# Mycopepon anensis
Mycopepon anensis är en svampart som beskrevs av Boise 1987. Mycopepon anensis ingår i släktet Mycopepon och familjen Melanommataceae.   Inga underarter finns listade i Catalogue of Life.